# 오키노 마사키
오키노 마사키(일본어: 沖野 将基, 1996년 12월 13일 ~ )는 일본의 축구 선수이다.

## 구단 경력
그는 2015년부터 2023년까지 J리그의 세레소 오사카, 블라우블리츠 아키타에서 활동하였다.